# Топу курафуто
„Топу курафуто“ (на японски: トップクラフト, латинизирано като Topcraft) е японско филмово студио, специализирано в производството на аниме и съществувало през 1971 – 1985 година.
„Топу курафуто“ става известно с ръчно рисуваната анимация за филми на американската компания „Ранкин/Бас“, както и с успешните филми „Наусика от Долината на вятъра“ („風の谷のナウシカ“, 1984) и „超時空要塞マクロス 愛・おぼえていますか“ (1984). През 1985 година студиото фалира, като някои от водещите му аниматори и неговия основател Тору Хара създават „Студио Гибли“.